# Skrjabingylus nasicola
Espèce
Skrjabingylus nasicola est une espèce de nématode de la famille des Metastrongylidae. Son cycle de vie inclut un hôte intermédiaire de type limace, un hôte paraténique — les musaraignes et les petits rongeurs — et les adultes vivent dans les parois nasales des mustélidés.

## Cycle de vie
Skrjabingylus nasicola a un cycle de vie complexe. Les larves présentes dans les fèces des mustélidés infectés sont ingérées par des limaces comme la Loche laiteuse (Deroceras reticulatum). Les mustélidés ne mangeant pas les limaces, les larves de Skrjabingylus nasicola sont ensuite ingérées par un hôte paraténique tels que les mulots du genre Apodemus ou le Campagnol roussâtre (Clethrionomys glareolus). Le développement du nématode s'arrête jusqu'à ce que les hôtes intermédiaires soient mangés par les hôtes finaux, comme le Vison d'Europe (Mustela lutreola), la Belette (Mustela nivalis), ou l'Hermine (Mustela erminea).
Ainsi, l'infection ne se produit pas par transmission directe de mustélidés à mustélidés : l'hôte final est parasité lorsqu'il mange des musaraignes et rongeurs, et notamment la Musaraigne commune (Sorex araneus). L'excrétion des larves du nématode par le mustélidé (hôte final) se produit trois semaines après ingestion.